# Patricia Álvarez
Patricia Álvarez Nárdiz (Santander, Cantabria, 4 de marzo de 1998) es una jugadora española de hockey hierba.

## Vida personal
Nació y creció en Santander, Cantabria. Estudió en la Universidad Complutense de Madrid.

## Carrera

### Selección sub-21
Patricia Álvarez debutó con la selección española sub-21 de hockey hierba en 2019, cuando partició en el Campeonato Europeo Júnior de Valencia. En el torneo, obtuvo la medalla de oro.

### Selección absoluta
Álvarez hizo su debut con la selección femenina de hockey sobre hierba de España en 2021, en el Campeonato Europeo de Hockey sobre Hierba Femenino de 2021 de Amstelveen.
También fue seleccionada para el equipo español que disputó la Hockey Pro League femenina 2021-22.